# Esqui cross-country nos Jogos Olímpicos de Inverno de 2018 - 30 km clássico feminino
A competição de 30 km clássico feminino do esqui cross-country nos Jogos Olímpicos de Inverno de 2018 foi disputada em 25 de fevereiro no Centro de Esqui Cross-Country Alpensia, em Pyeongchang.

## Medalhistas
| Ouro   | NOR Marit Bjørgen     |
| Prata  | FIN Krista Pärmäkoski |
| Bronze | SWE Stina Nilsson     |

## Programação
Horário local (UTC+9).
| Data            | Horário | Evento |
| --------------- | ------- | ------ |
| 22 de fevereiro | 15:15   | Final  |

## Resultados
A prova foi disputada por 47 atletas.
| Pos. | Bib | Atleta                       | Tempo     | Diferença |
| ---- | --- | ---------------------------- | --------- | --------- |
| 01 ! | 8   | NOR Marit Bjørgen            | 1:22:17.6 | —         |
| 02 ! | 7   | FIN Krista Pärmäkoski        | 1:24:07.1 | +1:49.5   |
| 03 ! | 19  | SWE Stina Nilsson            | 1:24:16.5 | +1:58.9   |
| 4    | 2   | NOR Ingvild Flugstad Østberg | 1:24:18.0 | +2:00.4   |
| 5    | 5   | SWE Charlotte Kalla          | 1:25:14.8 | +2:57.2   |
| 6    | 9   | FIN Kerttu Niskanen          | 1:25:19.2 | +3:01.6   |
| 7    | 3   | USA Jessica Diggins          | 1:25:54.8 | +3:37.2   |
| 8    | 1   | NOR Heidi Weng               | 1:26:25.5 | +4:07.9   |
| 9    | 4   | AUT Teresa Stadlober         | 1:26:31.7 | +4:14.1   |
| 10   | 24  | JPN Masako Ishida            | 1:26:38.4 | +4:20.8   |
| 11   | 12  | OAR Anastasia Sedova         | 1:26:46.8 | +4:29.2   |
| 12   | 6   | NOR Ragnhild Haga            | 1:27:11.5 | +4:53.9   |
| 13   | 17  | SWE Ebba Andersson           | 1:27:14.8 | +4:57.2   |
| 14   | 20  | POL Justyna Kowalczyk        | 1:27:21.8 | +5:04.2   |
| 15   | 27  | OAR Alisa Zhambalova         | 1:27:27.2 | +5:09.6   |
| 16   | 15  | GER Stefanie Böhler          | 1:28:42.2 | +6:24.6   |
| 17   | 11  | USA Sadie Bjornsen           | 1:28:50.2 | +6:32.6   |
| 18   | 22  | FIN Johanna Matintalo        | 1:28:58.2 | +6:40.6   |
| 19   | 18  | GER Katharina Hennig         | 1:29:48.9 | +7:31.3   |
| 20   | 16  | FIN Aino-Kaisa Saarinen      | 1:30:32.2 | +8:14.6   |
| 21   | 32  | USA Rosie Frankowski         | 1:31:11.4 | +8:53.8   |
| 22   | 10  | SUI Nathalie von Siebenthal  | 1:31:27.9 | +9:10.3   |
| 23   | 25  | CZE Kateřina Beroušková      | 1:31:41.4 | +9:23.8   |
| 24   | 13  | OAR Natalia Nepryaeva        | 1:32:10.4 | +9:52.8   |
| 25   | 28  | GER Victoria Carl            | 1:32:42.4 | +10:24.8  |
| 26   | 23  | USA Caitlin Patterson        | 1:32:43.6 | +10:26.0  |
| 27   | 21  | ITA Elisa Brocard            | 1:33:33.5 | +11:15.9  |
| 28   | 39  | EST Tatjana Mannima          | 1:34:27.7 | +12:10.1  |
| 29   | 14  | SWE Anna Haag                | 1:34:31.0 | +12:13.4  |
| 30   | 37  | CAN Emily Nishikawa          | 1:34:31.7 | +12:14.1  |
| 31   | 29  | KAZ Anna Shevchenko          | 1:35:36.1 | +13:18.5  |
| 32   | 31  | KAZ Valeriya Tyuleneva       | 1:35:38.0 | +13:20.4  |
| 33   | 36  | KAZ Elena Kolomina           | 1:35:38.4 | +13:20.8  |
| 34   | 26  | ITA Anna Comarella           | 1:35:48.7 | +13:31.1  |
| 35   | 30  | ITA Sara Pellegrini          | 1:36:07.3 | +13:49.7  |
| 36   | 38  | SVK Alena Procházková        | 1:36:50.0 | +14:32.4  |
| 37   | 40  | CHN Li Xin                   | 1:38:04.9 | +15:47.3  |
| 38   | 35  | UKR Tetyana Antypenko        | 1:38:17.3 | +15:59.7  |
| 39   | 34  | CZE Petra Hynčicová          | 1:39:14.7 | +16:57.1  |
| 40   | 33  | BLR Polina Seronosova        | 1:39:36.0 | +17:18.4  |
| 41   | 43  | ITA Lucia Scardoni           | 1:40:26.3 | +18:08.7  |
| 42   | 45  | AUS Jessica Yeaton           | 1:40:54.8 | +18:37.2  |
| 43   | 41  | CAN Cendrine Browne          | 1:41:23.9 | +19:06.3  |
| 44   | 42  | CHN Chi Chunxue              | 1:42:03.2 | +19:45.6  |
| 45   | 46  | BLR Valiantsina Kaminskaya   | 1:42:27.6 | +20:10.0  |
| —    | 44  | BLR Yulia Tikhonova          | DNF       | —         |
| —    | 47  | CAN Anne-Marie Comeau        | DNF       | —         |

Legenda
| Recorde mundial      | Recorde mundial (World record)               |                       | Recorde africano                      | Recorde africano (African) |                                           | Q | Classificado por posição (Qualified) |
| Recorde olímpico     | Recorde olímpico (Olympic record)            | Recorde da América    | Recorde da América (Americas)         | q                          | Classificado por melhor tempo (Qualified) |   |                                      |
| Melhor marca do ano  | Melhor marca do ano (World leading)          | Recorde asiático      | Recorde asiático (Asian)              | DNS                        | Não largou (Did not start)                |   |                                      |
| Recorde nacional     | Recorde nacional (National record)           | Recorde europeu       | Recorde europeu (European)            | DNF                        | Não terminou (Did not finish)             |   |                                      |
| Recorde pessoal      | Recorde pessoal do atleta (Personal best)    | Recorde da Oceania    | Recorde da Oceania (Oceania)          | DSQ / DQ                   | Desclassificado (Disqualified)            |   |                                      |
| Recorde da temporada | Recorde da temporada do atleta (Season best) | Recorde sul-americano | Recorde sul-americano (South America) | NM                         | Sem marca (No mark)                       |   |                                      |

### Esqui cross-country
| Penalizado com cartão amarelo | Penalizado com o cartão amarelo (Yellow card)                                           |  |  |  |
| LL                            | Classificado por tempo (Lucky loser)                                                    |  |  |  |
| PF                            | Vencedor definido por photo finish (Photo finish)                                       |  |  |  |
| LAP                           | Ultrapassado pelo líder (Lapped)                                                        |  |  |  |
| DQB                           | Desclassificado por conduta antidesportiva (Disqualified for unsportsmanlike behaviour) |  |  |  |
| RAL                           | Ranqueado como último (Ranked as last)                                                  |  |  |  |